# Ambassade du Mexique aux États-Unis
L' ambassade du Mexique aux États-Unis (anglais : Embassy of Mexico in the United States., espagnol : Embajada de Mexico en los Estados Unidos) abrite la mission diplomatique du Mexique aux États-Unis. L'actuelle ambassadrice du Mexique est Martha Bárcena Coqui. 

## Emplacement
L’ambassade est située au 1911 Pennsylvania Avenue NW, dans le quartier Foggy Bottom de Washington DC. 
Auparavant, de 1921 à 1989, l’ambassade était située à MacVeagh House, sur la 16e rue. Le gouvernement du Mexique a acheté la maison pour 330 000 dollars et y a immédiatement ajouté une aile de chancellerie pour qu'elle puisse remplir ses fonctions d’ambassade. Cependant, au milieu des années 1980, le nombre d'employés avait tellement augmenté que la maison ne pouvait plus accueillir l'ambassade de manière confortable. L’ambassade a été déplacée à son emplacement actuel, mais sans sa division consulaire, qui est restée à la maison MacVeagh. En 1990, l'Institut Culturel Mexicain a également été transféré dans le bâtiment. 
Le bâtiment que l’ambassade occupe maintenant a été construit en 1986 et intègre les façades des deux derniers des Sept Bâtiments - certaines des plus anciennes constructions résidentielles à Washington, DC  

## Ambassadeur
L’ambassadeur du Mexique auprès des États-Unis est le plus haut représentant diplomatique des États-Unis du Mexique auprès des États-Unis d’Amérique et occupe le rang d'«ambassadeur extraordinaire et plénipotentiaire». Voici la liste des ambassadeurs mexicains depuis 2006: 
- Sous la présidence de Felipe Calderón Hinojosa (2006 - 2012)
  - 2006 - 2012: Arturo Sarukhan
- Sous la présidence d'Enrique Peña Nieto (2012 - 2018)
  - 2012 - 2015: Eduardo Medina-Mora Icaza
  - 2015 - 2016: Miguel Basáñez Ebergenyi
  - 2016 - 2017: Carlos Manuel Sada Solana
  - 2017 - 2018: Gerónimo Gutiérrez Fernández
- Sous la présidence d'Andrés Manuel López Obrador (2018 - aujourd'hui)
  - 2019 - 2021: Martha Bárcena Coqui
  - 2021 - Présent: Esteban Moctezuma Barragán

## Sections de l'ambassade

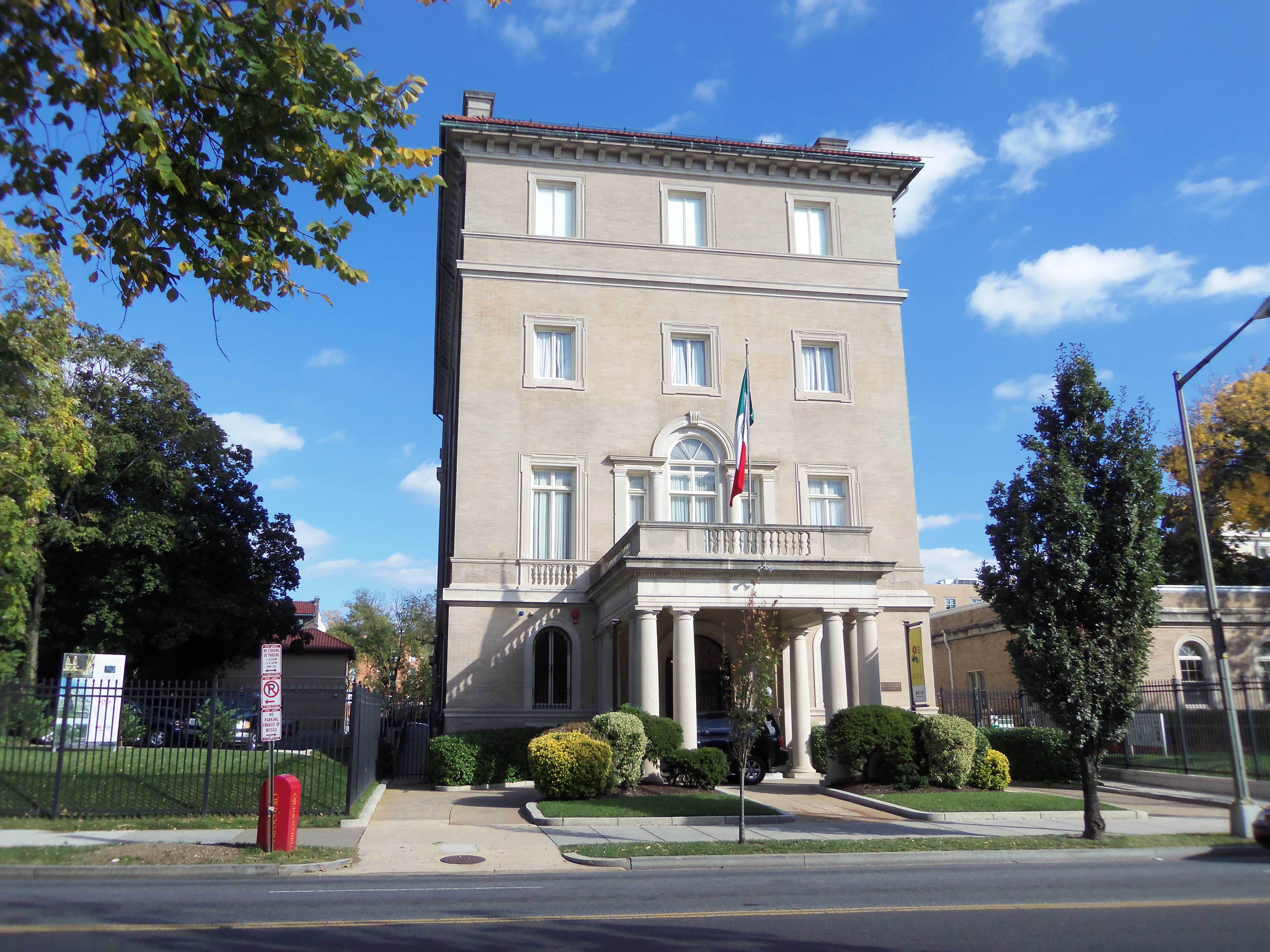
Institut Culturel Mexicain à Washington, sur la 16e Rue

L'ambassade exerce un certain nombre de fonctions dans sa représentation auprès du gouvernement des États-Unis, notamment autour des affaires politiques, administratives, économiques, de la diplomatie publique et des affaires consulaires, qui sont gérées par les fonctionnaires du Secrétariat aux affaires étrangères : 
- Bureau de l'ambassadeur
- Bureau du chef de la chancellerie
- Bureau des affaires politiques
- Bureau des relations parlementaires
- Bureau des affaires juridiques
- Bureau de la communication et de la diplomatie publique
- Bureau des affaires économiques
- Bureau des affaires hispaniques et migratoires
- Bureau des affaires spéciales et des affaires
- Bureau de gestion
- Bureau informatique
- Institut Culturel Mexicain

La division consulaire de l'ambassade n'est pas installée avec le reste des bureaux dans la chancellerie, mais se trouve dans un bâtiment sur la 23ème rue NW. 

## Consulats

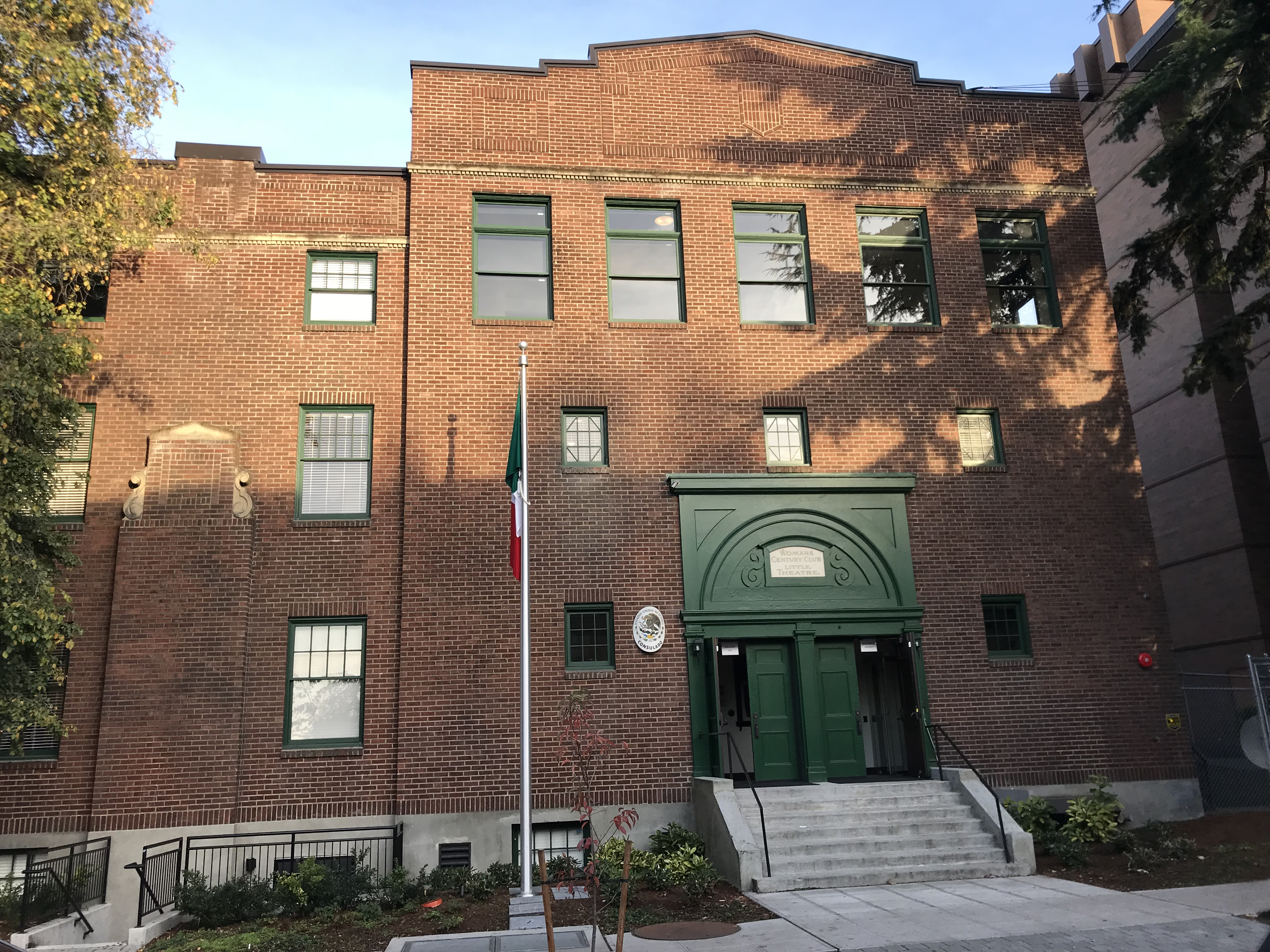
Consulate du Mexique à Seattle

Le Mexique a également 19 consulats généraux et 30 consulats aux États-Unis,. 

### Consulats généraux

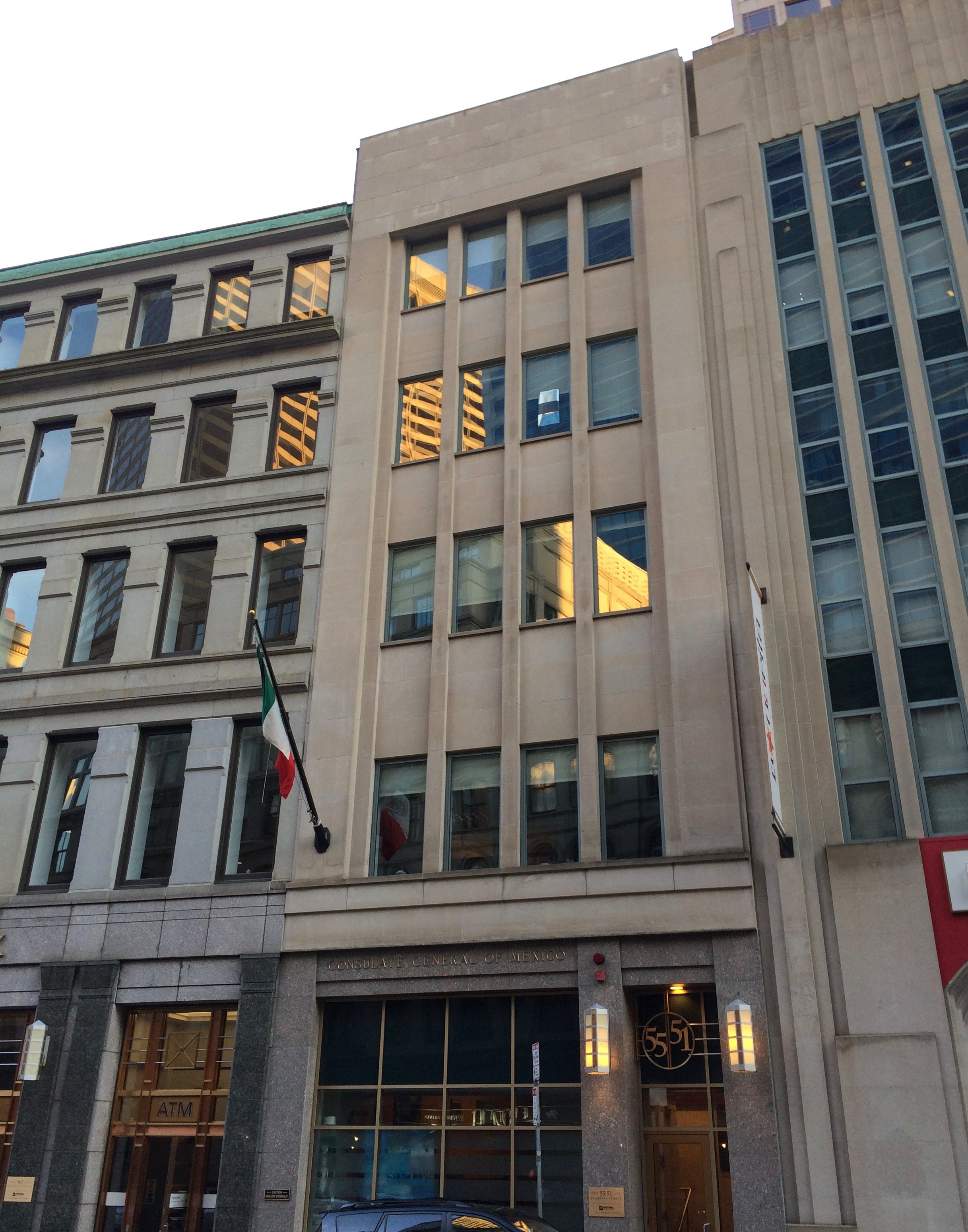
Consulate général du Mexique à Boston

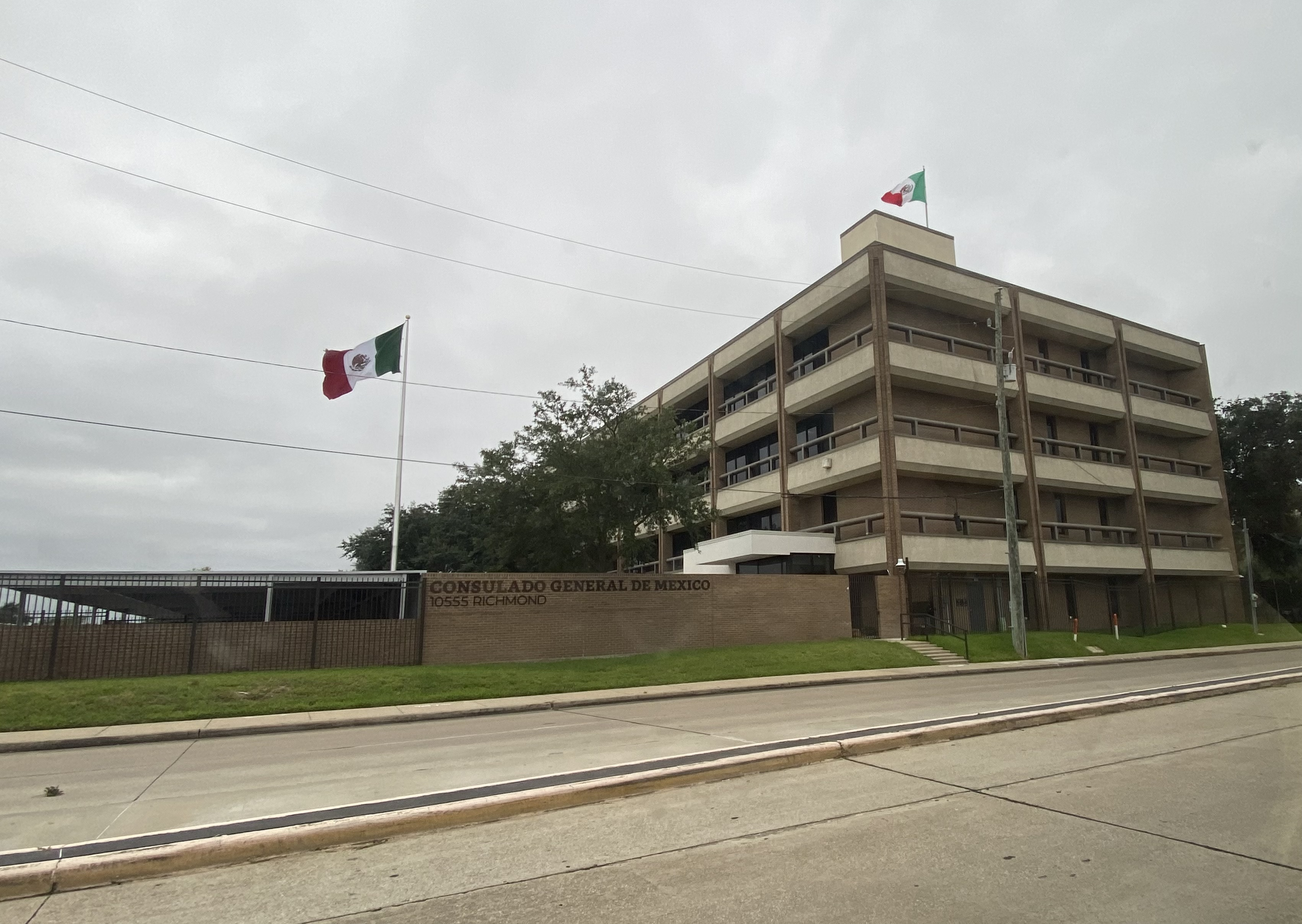
Consulate général du Mexique à Houston

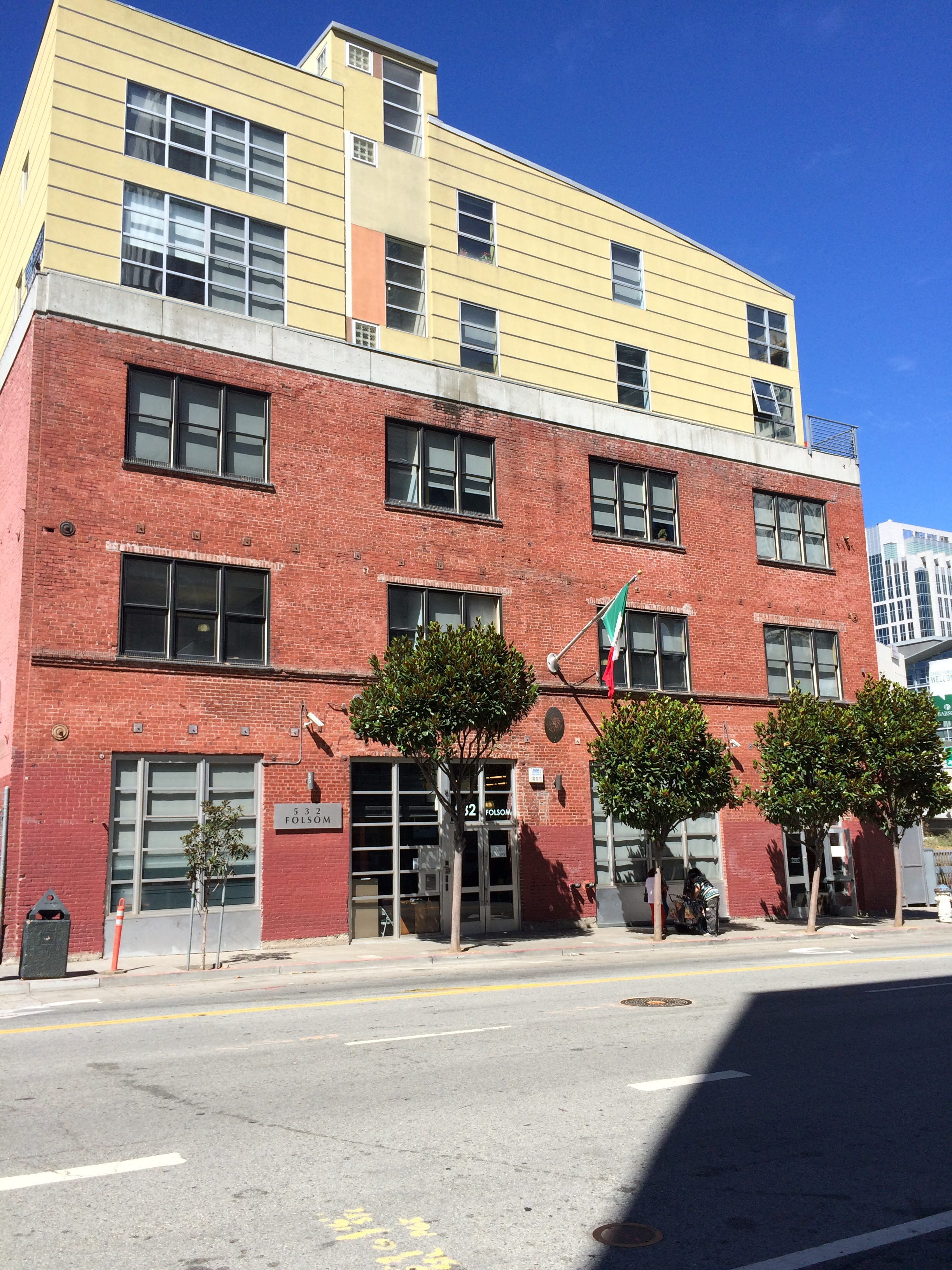
Consulate général du Mexique à San Francisco

- Atlanta, Géorgie
- Austin, Texas
- Boston, Massachusetts
- Chicago, Illinois
- Dallas, Texas
- Denver, Colorado
- El Paso, Texas
- Houston, Texas
- Laredo, Texas
- Los Angeles, Californie
- Miami, Floride
- New York, New York
- Nogales, Arizona
- Phoenix, Arizona
- Raleigh, Caroline du Nord
- Sacramento, Californie
- San Antonio, Texas
- San Diego, Californie
- San Francisco, Californie
- San José, Californie
- San Juan, Porto Rico

### Consulats
- Albuquerque, Nouveau-Mexique
- Boise, Idaho
- Brownsville, Texas
- Calexico, Californie
- Del Rio, Texas
- Détroit, Michigan
- Douglas, Arizona
- Eagle Pass, Texas
- Fresno, Californie
- Indianapolis, Indiana
- Kansas City, Missouri
- Las Vegas, Nevada
- Little Rock, Arkansas
- McAllen, Texas
- Milwaukee, Wisconsin
- New Brunswick, New Jersey
- Nouvelle-Orléans, Louisiane
- Oklahoma City, Oklahoma
- Omaha, Nebraska
- Orlando, Floride
- Oxnard, Californie
- Philadelphie, Pennsylvanie
- Portland, Oregon
- Presidio, Texas
- Saint Paul, Minnesota
- Salt Lake City, Utah
- San Bernardino, Californie
- Santa Ana, Californie
- Seattle, Washington
- Tucson, Arizona
- Yuma, Arizona